# Ковжун, Павел Максимович

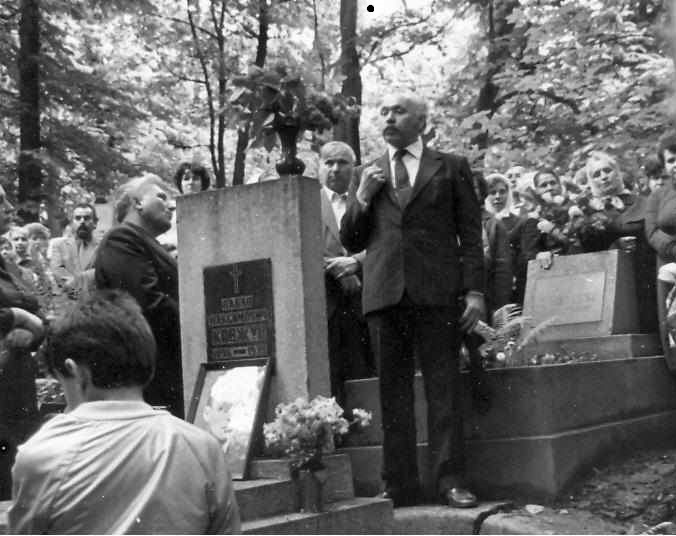
Зимний пейзаж П. Ковжуна

Павел Максимович Ковжун (укр. Павло Максимович Ковжун; 3 октября 1896, с. Костюшки, теперь Великая Фосня Овручского уезда Волынская губерния, Российская империя — 15 мая 1939, Львов, Польша) — график, журналист, организатор украинского искусства на Западной Украине.

## Биография
В 1911—1915 годах обучался в Киевском художественном училище.
Участник первой мировой и гражданской войн.
В начале Великой войны окончил Житомирскую школу прапорщиков.
Воевал на Румынском фронте, был дважды ранен. После отречения царя, в 1917 году участвовал в проведении украинизации корпуса, в котором служил.
В конце войны — служил в 26-м Украинском корпусе, был редактором газеты «Козацька думка».
В 1918 году работал в Информационном бюро Первой стрелецко-казацкой дивизии, созданной после заключения Брестского мира при содействии Союза освобождения Украины на территории Австрии из российских военнопленных украинского происхождения. Принимал участие в боях против Первой советской украинской дивизии (Н. Щорса) и против красноармейцев на севере Правобережья Украины, а позже в апреле 1919 года в ходе боевых действий на польском фронте.
После поражения Армии УНР оказался в лагере для интернированных лиц на территории Польши.
В 1919—1920 годах учился в Украинской Академии искусств.
Позже работал в Перемышле в художественной мастерской.
Умер и похоронен на Лычаковском кладбище во Львове.

## Творчество
Основным направлением его работ были книжная графика (обложки, экслибрисы, издательские знаки, плакаты, инициалы, иллюстрации, карикатуры).
Является автором (вместе с М. Осинчуком) церковной полихромии в украинско-византийском стиле (Озёрная, Сокаль, Зашков, Долина, Миклашев, Наконечное, Калуш, Стоянов и др.). Автор многих обложек и иллюстраций к произведениям Ивана Франко. Сотрудничал с Ю. Магалевским.
Кроме занятий живописью и графикой, писал статьи на художественные темы и об отдельных художниках (А.Архипенко, Долинскую), художественные монографии (Н.Глущенко, А.Грищенко),
Был участником краевых и зарубежных украинских выставок в Праге, Брюсселе, Варшаве, Берлине, Риме, Неаполе) и др.
Вместе с Романом Сельским и Святославом Гордынским был одним из организаторов кружка Деятелей украинского искусства (1921) и Ассоциации независимых украинских художников (1930). Редактировал журналы «Митуса» и «Искусство» (укр. «Мистецтво»).
В 1930-х гг. в украинском научном институте в Берлине им был прочитан цикл лекций по истории украинского искусства.